# RFU Championship 2021-22
La RFU Championship 2021-22 fue la trigésima quinta edición del torneo de segunda división de rugby de Inglaterra.

## Sistema de disputa
Los equipos se enfrentaran todos contra todos en condición de local y de visitante, totalizando 20 partidos en la fase regular.
El ascenso a la Premiership fue suspendido ya que ningún equipo contaba con las características mínimas para ascender en lo relacionado con el estadio para su localía.
- 4 puntos por una victoria.
- 2 puntos por un empate.
- 1 punto de bonus por perder por 7 puntos o menos.
- 1 punto de bonus por marcar 4 tries o más en un partido.
- 0 puntos por una derrota.

## Clasificación
| Pos. | Equipo                  | Encuentros | Encuentros | Encuentros | Encuentros | Tantos | Tantos | Tantos | PB | PB | Puntos |
| Pos. | Equipo                  | PJ         | PG         | PE         | PP         | F      | C      | Dif    | BO | BD | Puntos |
| ---- | ----------------------- | ---------- | ---------- | ---------- | ---------- | ------ | ------ | ------ | -- | -- | ------ |
| 1    | Ealing Trailfinders     | 20         | 16         | 0          | 4          | 890    | 336    | 554    | 15 | 1  | 80     |
| 2    | Doncaster Knights       | 20         | 17         | 0          | 3          | 524    | 322    | 202    | 9  | 0  | 77     |
| 3    | Cornish Pirates         | 20         | 14         | 2          | 4          | 521    | 365    | 156    | 12 | 1  | 71     |
| 4    | Jersey Reds             | 20         | 13         | 1          | 6          | 596    | 436    | 160    | 12 | 3  | 69     |
| 5    | Bedford Blues           | 20         | 9          | 0          | 11         | 536    | 503    | 33     | 10 | 4  | 50     |
| 6    | Ampthill RUFC           | 20         | 8          | 2          | 10         | 420    | 511    | −91    | 6  | 4  | 46     |
| 7    | Hartpury University RFC | 20         | 7          | 1          | 12         | 524    | 515    | 9      | 10 | 6  | 46     |
| 8    | Coventry RFC            | 20         | 9          | 0          | 11         | 468    | 582    | −114   | 7  | 2  | 45     |
| 9    | Richmond FC             | 20         | 7          | 1          | 12         | 440    | 546    | −106   | 7  | 5  | 42     |
| 10   | Nottingham RFC          | 20         | 5          | 0          | 15         | 407    | 690    | −283   | 6  | 4  | 30     |
| 11   | London Scottish         | 20         | 1          | 1          | 18         | 326    | 846    | −520   | 3  | 2  | 11     |

| Bandera de Inglaterra       |
| Campeón Ealing Trailfinders |
| Primer título               |